# Kuroishi

Kuroishi (黒石市 Kuroishi-shi?) este un municipiu din Japonia, prefectura Aomori.